# Agobardus mundus
Agobardus mundus là một loài nhện trong họ Salticidae.
Loài này thuộc chi Agobardus. Agobardus mundus được Elizabeth Bangs Bryant miêu tả năm 1940.